# Mary Beth Hurt
Mary Beth Hurt, rodným příjmením Supinger, (* 26. září 1946) je americká herečka.
V letech 1971 až 1981 byl jejím manželem herec William Hurt. V roce 1983 se provdala za režiséra a scenáristu Paula Schradera. Začínala v divadle, přičemž za své výkony byla třikrát nominována na cenu Tony. První větší filmovou roli dostala v roce 1978 ve filmu Interiéry režiséra Woodyho Allena. Rovněž hrála v několika filmech, které režíroval či k nim napsal scénář Schrader – Muž bez spánku (1992), Utrpení (1997), Počítání mrtvých (1999) a Jako vzteklí psi (2007).